# Jovtîi Brid, Dzerjînsk
Jovtîi Brid (în ucraineană Жовтий Брід) este un sat în comuna Prutivka din raionul Dzerjînsk, regiunea Jîtomîr, Ucraina.

## Demografie
Componența lingvistică a localității Jovtîi Brid
     Ucraineană (98,8%)
     Rusă (1,2%)
Conform recensământului din 2001, majoritatea populației localității Jovtîi Brid era vorbitoare de ucraineană (98,8%), existând în minoritate și vorbitori de rusă (1,2%).